# Robert de Cotte
Robert de Cotte (1656) – 15 de julho de 1735) foi um arquiteto-administrador francês.

## Biografia
Nascido em Paris, Robert de Cotte foi o primeiro aluno de Jules Hardouin-Mansart, que mais tarde tornou-se seu cunhado e seu colaborador. Começou sua carreira trabalhando em importantes projetos de reais entre 1682 e 1685, quando ele se tornou membro da Académie Royale d'Architecture e arquiteto da Corte, ocupando o terceiro lugar em importância após Jules Hardouin-Mansart. Em seu retorno à França após uma permanência de seis meses na Itália (1689-1690), em companhia de Jacques Gabriel, ele se tornou o diretor da Manufacture des Gobelins, onde não só as famosas tapeçarias, mas também os móveis reais foram produzidos; mesmo projetos feitos sob sua direção para balaustradas de ferro forjado podem ser encontrados entre os oito volumes de desenhos para os Gobelins e para outras encomendas públicas e privadas, conservados no Cabinet des Estampes, Bibliothèque Nationale.

## Leitura de apoio
- Robert Neuman, Robert de Cotte and the Perfection of Architecture in Eighteenth-Century France, University of Chicago Press, 1994.  ISBN 0-226-57437-7
- Robert Neumann: "French Domestic Architecture in the Early 18th Century: The Town Houses of Robert de Cotte, 1980, The Journal of the Society of Architectural Historians, Vol 39, N° 2, pp. 128–144